# Drepananthus filiformis
Liên tràng hình chỉ hay bát đài như chỉ (danh pháp khoa học: Drepananthus filiformis) là loài thực vật có hoa thuộc họ Na. Loài này được Suzanne Joves-Ast mô tả khoa học đầu tiên năm 1940. Năm 2010 Surveswaran et al. (2010) chuyển nó sang chi Drepananthus.
Loài này đặc hữu Việt Nam.